# Järnsta
Järnsta är en ort i Grangärde socken i Ludvika kommun, belägen väster om Bysjön, 25 km nordväst om Ludvika och inom den utdragna byn Västansjö. Fram till 2015 utgjorde området en separat småort för att sedan 2015 ingå i tätorten Norrbo och Västansjö.
Namnet kommer av att här funnits en utskeppningshamn för järn från Västansjö hytta.